# Luleå Steelers
Luleå Steelers är ett basketlag från Luleå. Laget, som fungerar som ett utvecklingslag för spelare från Luleås andra basketföreningar och från stadens basketgymnasier, spelade säsongen 2023/2024 i Basketettan Norra.
Lagets tränare är Jonathan Larsson och sportchef är Stefan Hortlund, båda med ett förflutet i elitbasketlaget BC Luleå.